# Карл Ърбан
Карл Ърбан (на английски: Karl-Heinz Urban) е новозеландски актьор, носител на награда на „Гилдията на киноактьорите“. Известен е най-вече с ролите на Еомер в трилогията на Питър Джаксън – „Властелинът на пръстените“, д-р Ленард МакКой в „Стар Трек“ и „Стар Трек: Пропадане в мрака“, Купидон и Юлий Цезар в „Зина - принцесата воин“ и Лорд Ваако в „Хрониките на Ридик“ и „Ридик“. Други известни филми с негово участие са „Превъзходството на Борн“, „Предводителят“, „Doom“, „Дред“ и сериалът „Почти човек“.

## Биография
Карл Ърбан е роден на 7 юни 1972 г. в Уелингтън, Нова Зеландия. Баща му, който е емигрант от Германия е собственик на магазин за кожени изделия, а майка му работи във филмово студио в Уелингтън. Покрай работата на майка си показва интерес към филмовата индустрия. Карл Ърбан учи в църковно училище и още на млади години показва влечение към актьорската игра. Получава първата си роля на 8-годишна възраст в телевизионния новозеландски сериал „Pioneer Woman“. Въпреки че продължава да участва в училищни постановки, няма друга професионална роля преди да завърши средно училище.
От 1986 до 1990 г. учи в местния колеж „Уелингтън“, след това посещава за една година бакалавърска специалност за актьори в Университета „Виктория“ в Уелингтън. През следващите няколко години участва в регионални театрални постановки и в няколко новозеландски телевизионни реклами. Впоследствие Ърбан се премества да живее в Окланд, където му предлагат много гост роли в различни телевизионни предавания и сериали. През 1995 г. за кратко се премества да живее в Сидни, Австралия, но на следващата година се завръща отново в Нова Зеландия.
През септември 2004 г. Карл Ърбан се жени за Натали Уихонги (негова гримьорка в „The Privateers“). Карл и Натали имат двама сина – Хънтър, роден през ноември 2000 г. и Индиана („Инди“), роден през януари 2005 г. и кръстен на филмовия герой „Индиана Джоунс“, на който Карл е голям фен. Понастоящем семейството му живее в Окланд, Нова Зеландия. Ърбан е почитател на ръгбито, по-специално на новозеландския национален отбор.
Карл Ърбан е посланик на добра воля на благотворителната организация „KidsCan“ която оказва съдействие на повече от 10 000 деца в неравностойно положение в Нова Зеландия.

## Избрана филмография
- „Shark in the Park“ (сериал, 1991)
- „Chunuk Bair“ (1992)
- „Белия зъб“ (сериал, 1993)
- „Херкулес: Легендарните приключения“ (сериал, 1996)
- „Зина - принцесата воин“ (сериал, 1996)
- „Призрачен кораб“ (2002)
- „Властелинът на пръстените: Двете кули“ (2002)
- „Властелинът на пръстените: Завръщането на краля“ (2003)
- „Хрониките на Ридик“ (2004)
- „Превъзходството на Борн“ (2004)
- „Doom“ (2005)
- „Предводителят“ (2007)
- „Стар Трек“ (2009)
- „And Soon the Darkness“ (2010)
- „Бесни страшни пенсии“ (2010)
- „Свещеник“ (2011)
- „Дред“ (2012)
- „Пропадане в мрака“ (2013)
- „Ридик“ (2013)
- „Почти човек“ (сериал, 2013)
- „Стар Трек: Отвъд“ (2016)
- „Драконът, моят приятел“ (2016)
- „Момчетата“ (сериал, 2019 –)
- „Mortal Kombat 2“ (2025)